# Бангон
Бангон (фр. Bannegon) насеље је и општина у централној Француској у региону Центар (регион), у департману Шер која припада префектури Сент Аман Монрон.
По подацима из 2011. године у општини је живело 256 становника, а густина насељености је износила 12,14 становника/km². Општина се простире на површини од 21,08 km². Налази се на средњој надморској висини од 200 метара (максималној 256 m, а минималној 173 m).

## Демографија
| 1962. | 1968. | 1975. | 1982. | 1990. | 1999. | 2011. |
| ----- | ----- | ----- | ----- | ----- | ----- | ----- |
| 368   | 383   | 351   | 297   | 260   | 254   | 256   |

График промене броја становника у току последњих година